# Bell X-9 Shrike

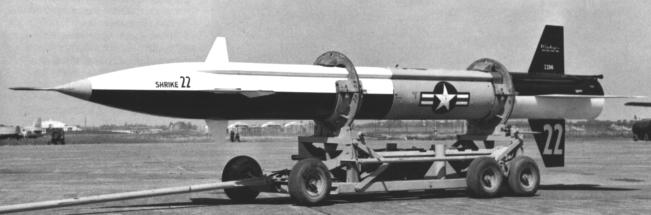
Bell X-9 on its trailer

Bell Aircraft Corporation X-9 Shrike là một mẫu thử tên lửa đất đối không, đây là tên lửa điều khiển sử dụng nhiên liệu lỏng, nó được sử dụng làm mẫu thử nghiệm cho GAM-63 RASCAL vũ trang hạt nhân.

## Tính năng kỹ chiến thuật (X-9)
Thông số kỹ thuật:
- Chiều dài: 22 ft 9 in (6,9 m)
- Sải cánh: 7 ft 10 in (2,4 m)
- Đường kính: 1 ft 10 in (0,56 m)
- Diện tích cánh: 70 ft² (6,5 m²)
- Trọng lượng rỗng: 2.125 lb (964 kg)
- Trọng lượng có tải: 3.500 lb (1.588 kg)
- Động cơ: Bell XLR65-BA-1, 3.000 lbf (13,3 kN)

Hiệu năng bay:
- Vận tốc cực đại: Mach 2.0
- Tầm bay: 50 mi (80 km)
- Trần bay: 12.3 mi (19,8 km)